# Barqūq

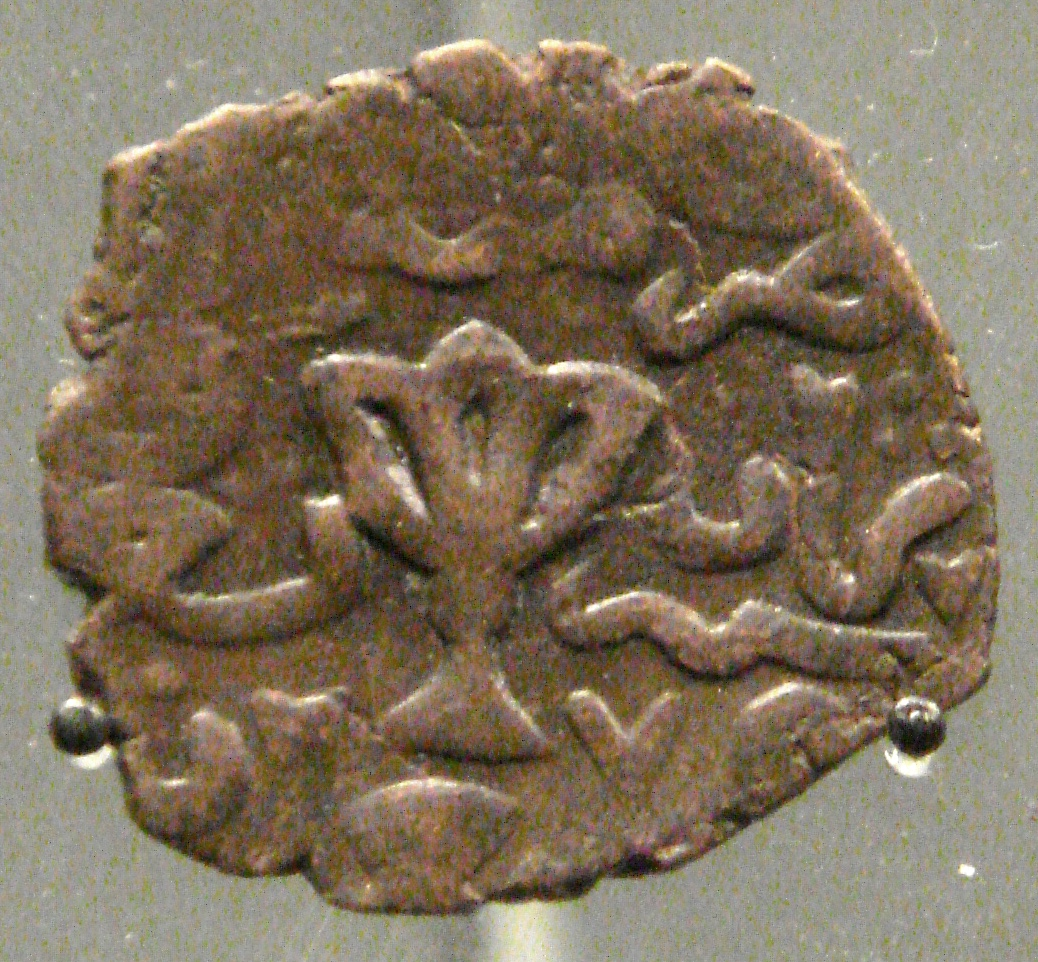
Kupfermünze des Barquq

Al-Malik az-Zāhir Saif ad-Dīn Barqūq (arabisch الملك الظاهر سيف الدين برقوق, DMG al-Malik aẓ-Ẓāhir Saif ad-Dīn Barqūq, ägyptisch-Arabisch Barkok; * 1339; † 1399) war 1382–1389 und 1390–1399 Sultan der Mamluken in Ägypten.
Barquq (d. h. „Pflaume“) war tscherkessischer Abstammung und begann seinen Aufstieg unter Emir Yalbugha († 1366), dem Regenten der Bahri-Sultane al-Mansur Muhammad und al-Aschraf Schaban, weshalb er den Beinamen al-Yalbughawi trug. Nachdem er 1382 den Thron bestiegen hatte, wandten sich die muslimischen Rechtsgelehrten von ihm ab, da eine aufkommende Bewegung unter den Muslimen die Abbasidenkalifen als rechtmäßige Herrscher ansah und wieder in ihre weltliche Macht einsetzen wollte. Als auch noch eine Revolte der nordsyrischen Emire ausbrach, wurde die Lage für Barquq in Kairo unhaltbar und er floh 1389 nach Karak ins Jordangebiet. Die aufständischen Emire setzten Haddschi II. zum zweiten Mal als Sultan ein, doch brachen unter ihnen bald Machtkämpfe aus.
So konnte Barquq 1390 seine Gegner schlagen und erneut die Regierung antreten. Damit begründete er die Herrschaft der Burdschi-Mamluken, die bis zum Ende des Reiches 1517 andauern sollte. Die bisher dominierenden Bahri-Mamluken verloren an Bedeutung. Barquq gelang zunächst die Befriedung des Landes, die Unterdrückung der Opposition der anderen Mamlukenemire sowie die Niederschlagung des Aufstandes in Nordsyrien. Zur Festigung seiner Macht gründete er eine Garde, die vorwiegend aus griechischen, türkischen und mongolischen Mamluken bestand. Um die Not der unteren Bevölkerungsschichten zu lindern, wurden einige Steuern gesenkt und die Fürsorge für die Ärmsten ausgebaut.
Unter Barquq wurden in der Folgezeit Wissenschaft und Kunst, besonders die Literatur gefördert. So ernannte Barquq Ibn Chaldun zum Oberqādī von Kairo und unterstützte die Verbreitung mystischer Bruderschaften. Während Barquqs Herrschaft wurde das Land erneut von mehreren Epidemien heimgesucht, welche zunehmend die Landwirtschaft beeinträchtigten. Am Ende seiner Regierung kam es auch zu Spannungen mit Timur Lenk. Allerdings starb Barquq vor Ausbruch des Krieges 1399. Ihm zu Ehren wurde die Medresse mit Grabkomplex des Sultans Barqūq errichtet. Nachfolger wurde sein Sohn Faradsch (1399–1412).